# Привороты (балка)
Приворотная (Привороты, Приворотни) — балка правого притока реки Саксагань в Терновском районе Кривого Рога.

## Характеристика
Длина балки по главному тальвегу составляет 5,2 км (с тремя боковыми притоками — 6,9 км). Площадь водосбора 15,6 км².
Верховья балки оконтуриваются 130 и 140-м горизонтами на плато. Начинается она двумя небольшими наклонными лощинами. В верхней части глубина достигает 9 м, склоны наклонены под углом 16°, ширина балки 20—22 м. Ниже балка сильно расширяется, местами достигая 50—55 м, склоны становятся выше — до 12 м, при крутизне 20—25°. В средней части правый склон балки имеет холмистый характер и составлен песками. Ближе к устью русло балки расширяется до 75—80 м и делится на ряд крутых промоин.
Водоток в русле слабо выражен. Дебит ручья балки составляет около 1 л/с. Зарегулирована прудами.
В низовье балка сохранилась достаточно хорошо, но в верховье, расположенном в промышленной зоне, претерпела значительного антропогенного воздействия. Выше левого склона балки в средней её части находится микрорайон Даманский. Три коротких левых ответвления вошли в состав Криворожского ботанического сада, в пределах которых охраняется степная растительность.

## Археология
Вблизи балки, в районе современного микрорайона Даманский, располагалась курганная группа Приворотная балка из четырёх насыпей и одноимённое поселение поздней бронзы.